# Tõnismägi
Tõnismägi est une rue, créée en 1936, du quartier Tõnismäe du centre de Tallinn en Estonie.

## Description
La rue part de Endla tänav et Kaarli puiestee à Tõnismäe et son début est divisé en deux voies à sens unique par le parc Tõnismäe haljak, la rue se termine en croisant Pärnu maantee.

## Bâtiments de la rue
La construction de la rue remonte principalement à la fin du XIXème - première moitié du XXème siècle, :
- Tõnismägi 2, Endla tn 3 - Bibliothèque Nationale d'Estonie[3] ;
- Tõnismägi 3, Hariduse 2 - Immeuble résidentiel en pierre[2] ;
- Tõnismägi 3A - Immeuble résidentiel en pierre  conçu par Eugen Sacharias (et)
- Tõnismägi 5, Hariduse tn 6 - Monument Art nouveau, Clinique de l'hôpital central de l'Est de Tallinn[4]
- Tõnismägi 5A - Immeuble Art nouveau, Ministère de l'Éducation et de la Recherche
- Tõnismägi 5B - Maison en pierre de style fonctionnaliste.
- Tõnismägi 7 - Villa de style néo-gothique[5].
- Tõnismägi 8 - Ministère de la Justice d'Estonie[6]
- Tõnismägi 9 - Le siège du Parti de la réforme
- Tõnismägi 10 - Ambassade de la République de Lettonie
- Tõnismägi 11 - Bâtiment en briques rouges[7]
- Tõnismägi 12 - Château d'eau, monument architectural[8].
- Tõnismägi 14  - Bâtiment scolaire conçu par l'architecte Herbert Johanson[8],
- Tõnismägi 16 - Ancien bâtiment des Archives nationales d'Estonie.
- Tõnismägi 16A, Tuvi tn 18 - Immeuble résidentiel conçu par Anton Lembit Soans[1]
- Tõnismägi 14 - Département d'économie de l'université de technologie de Tallinn[9]

## Galerie

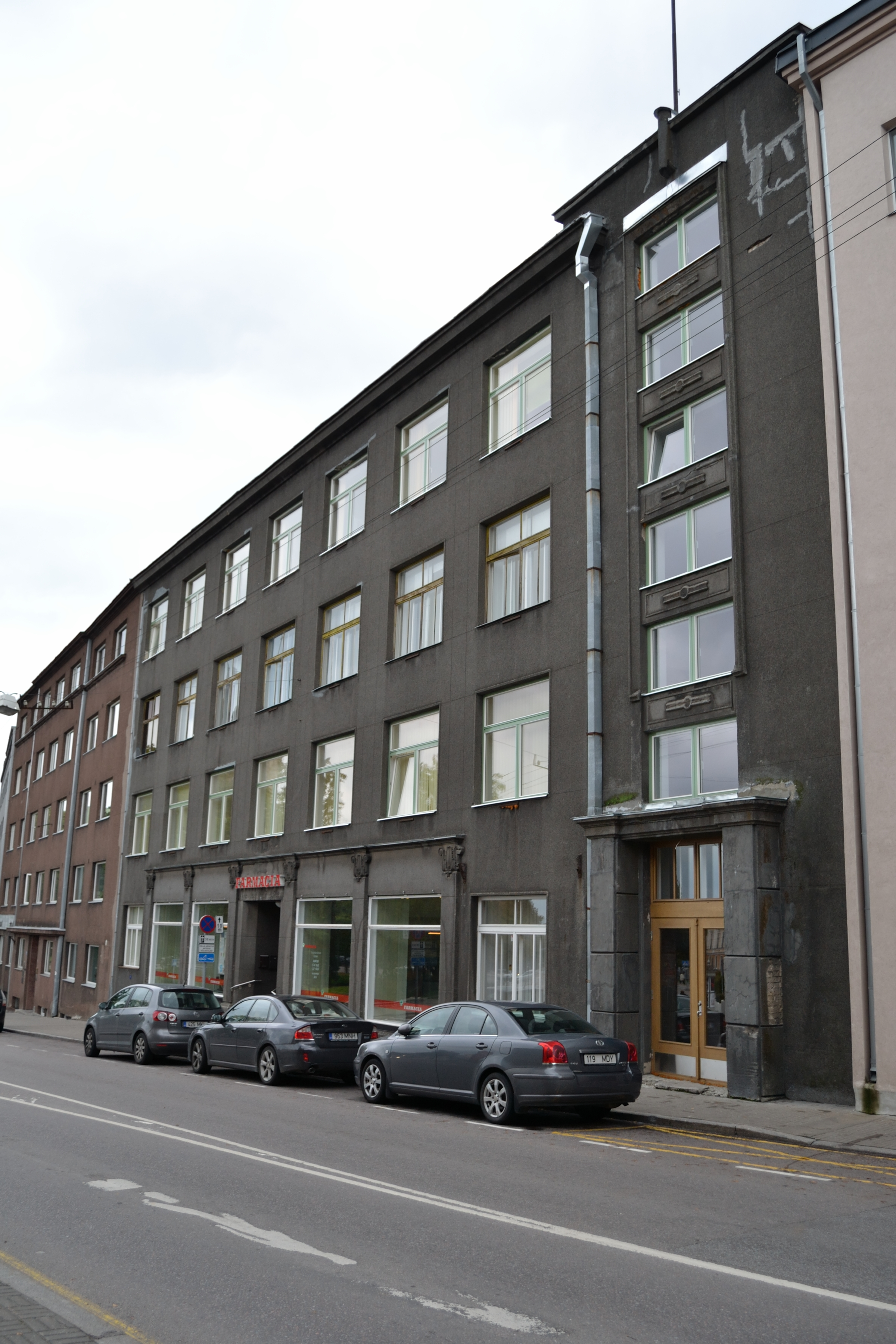
Tõnismägi 5
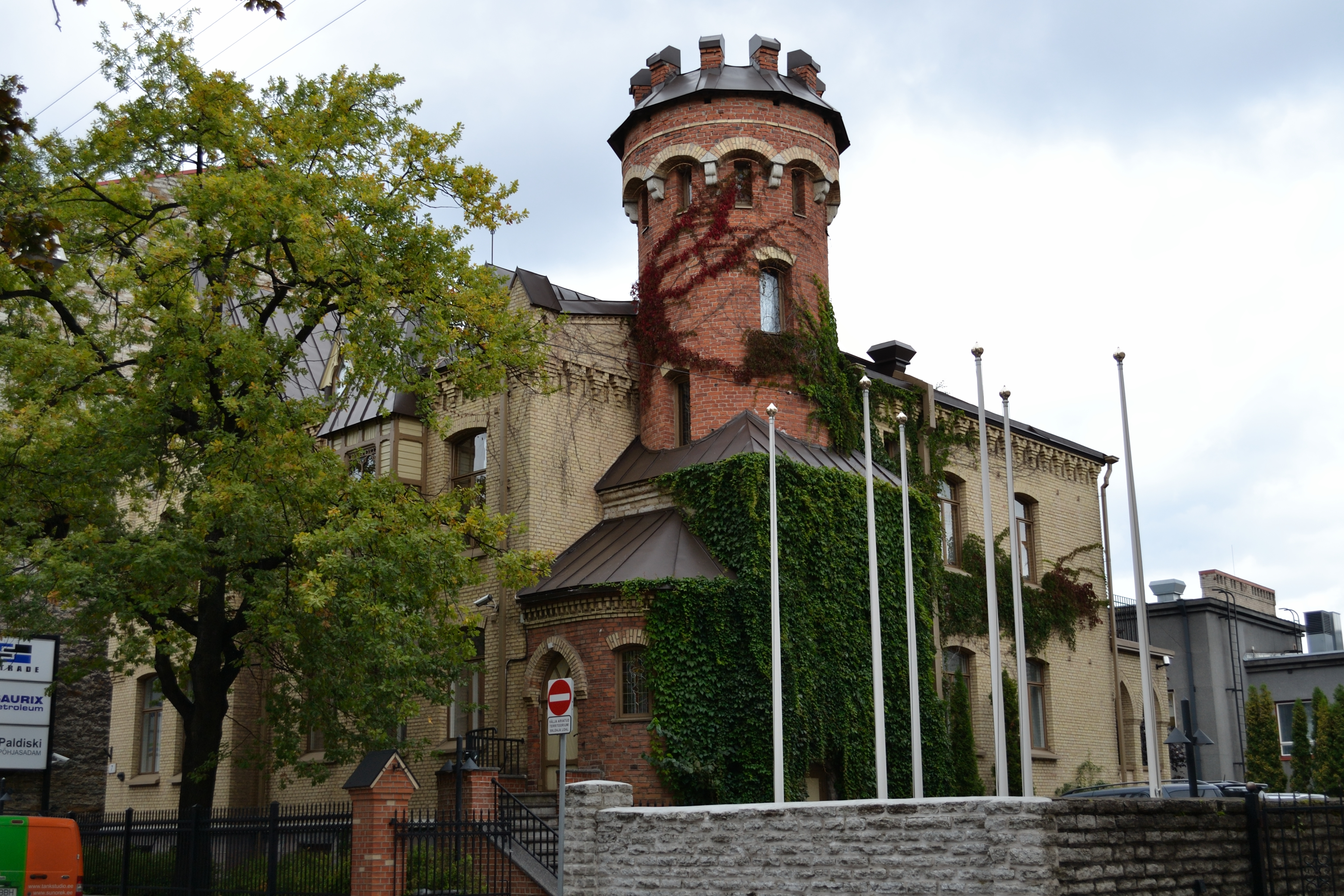
Tõnismägi 7
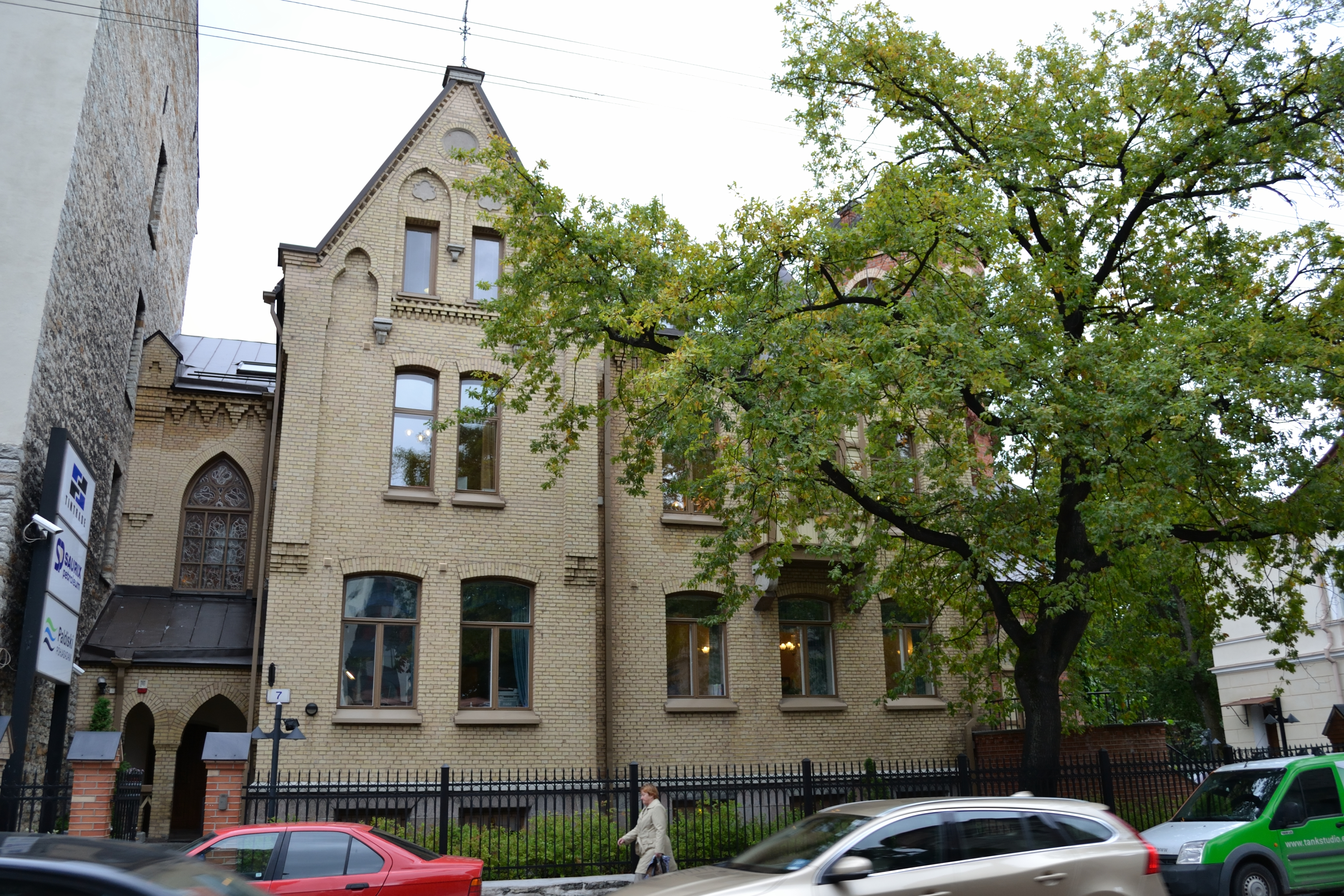
Tõnismägi 7
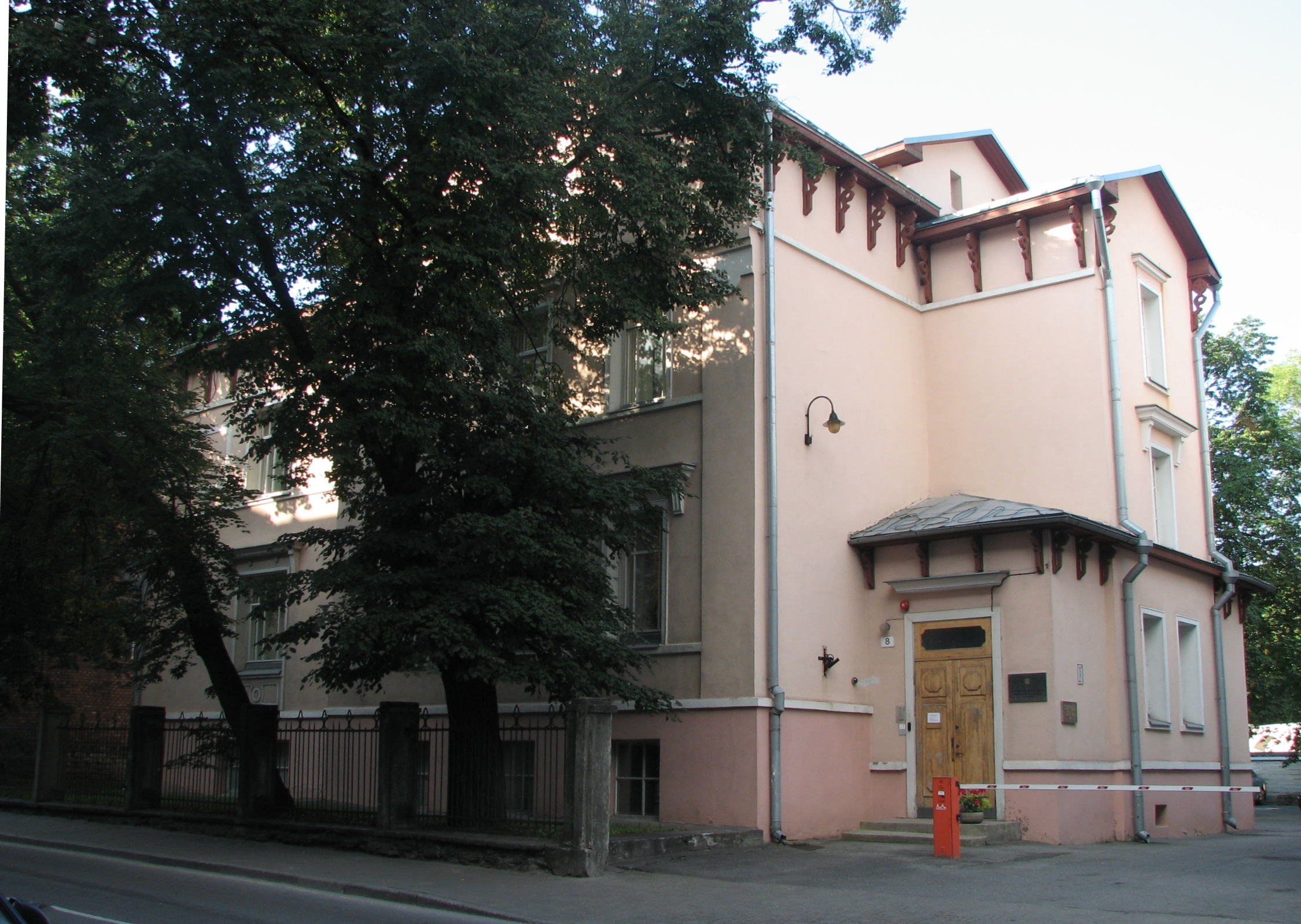
Tõnismägi 8.

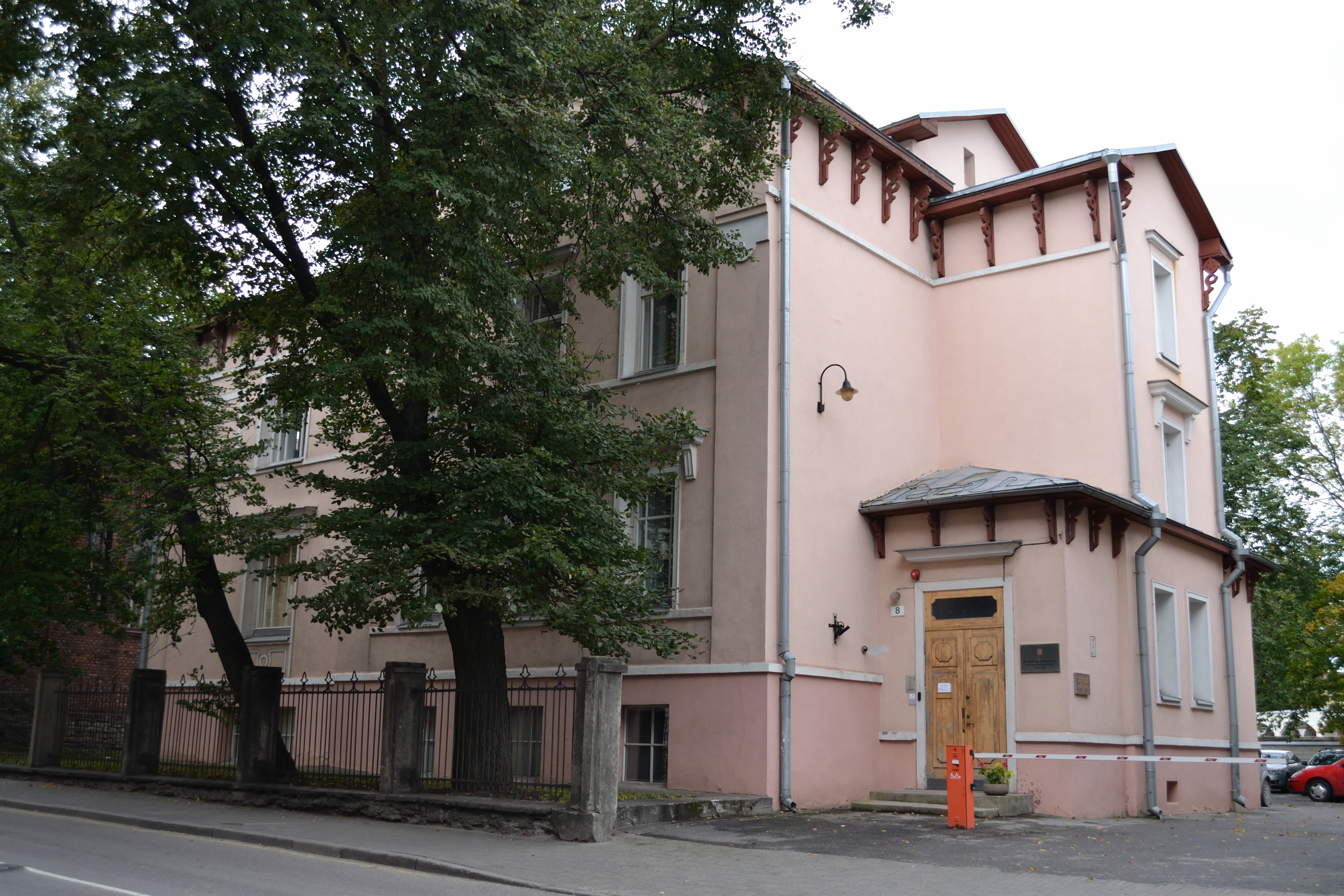
Tõnismägi 8
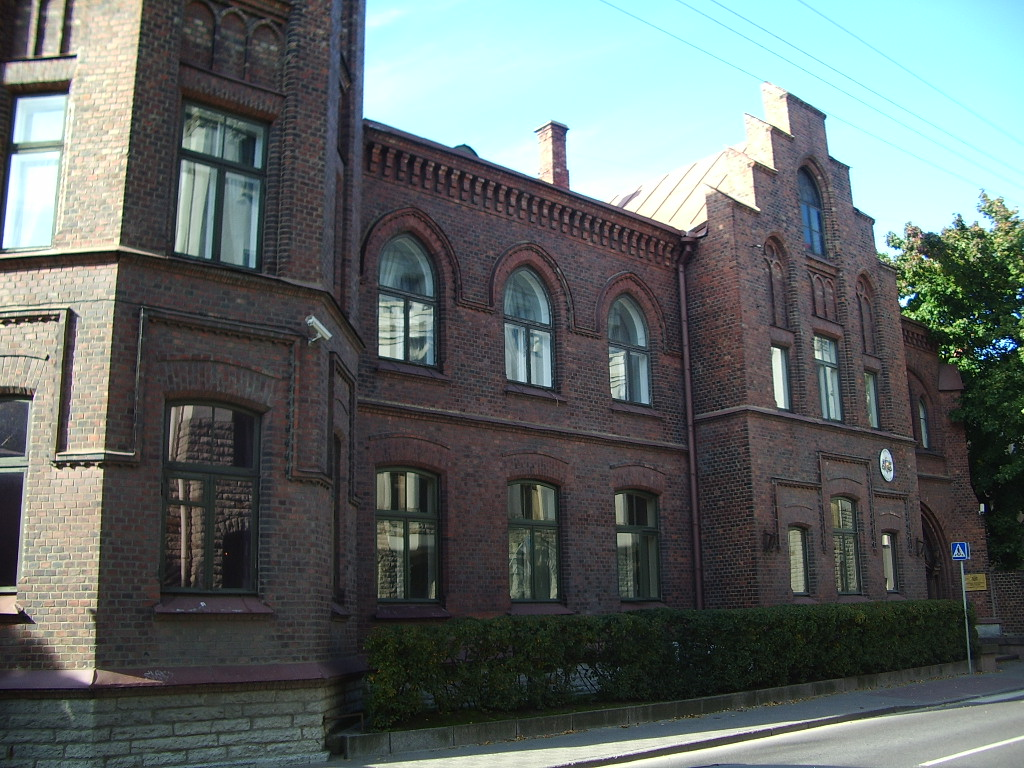
Tõnismägi 10
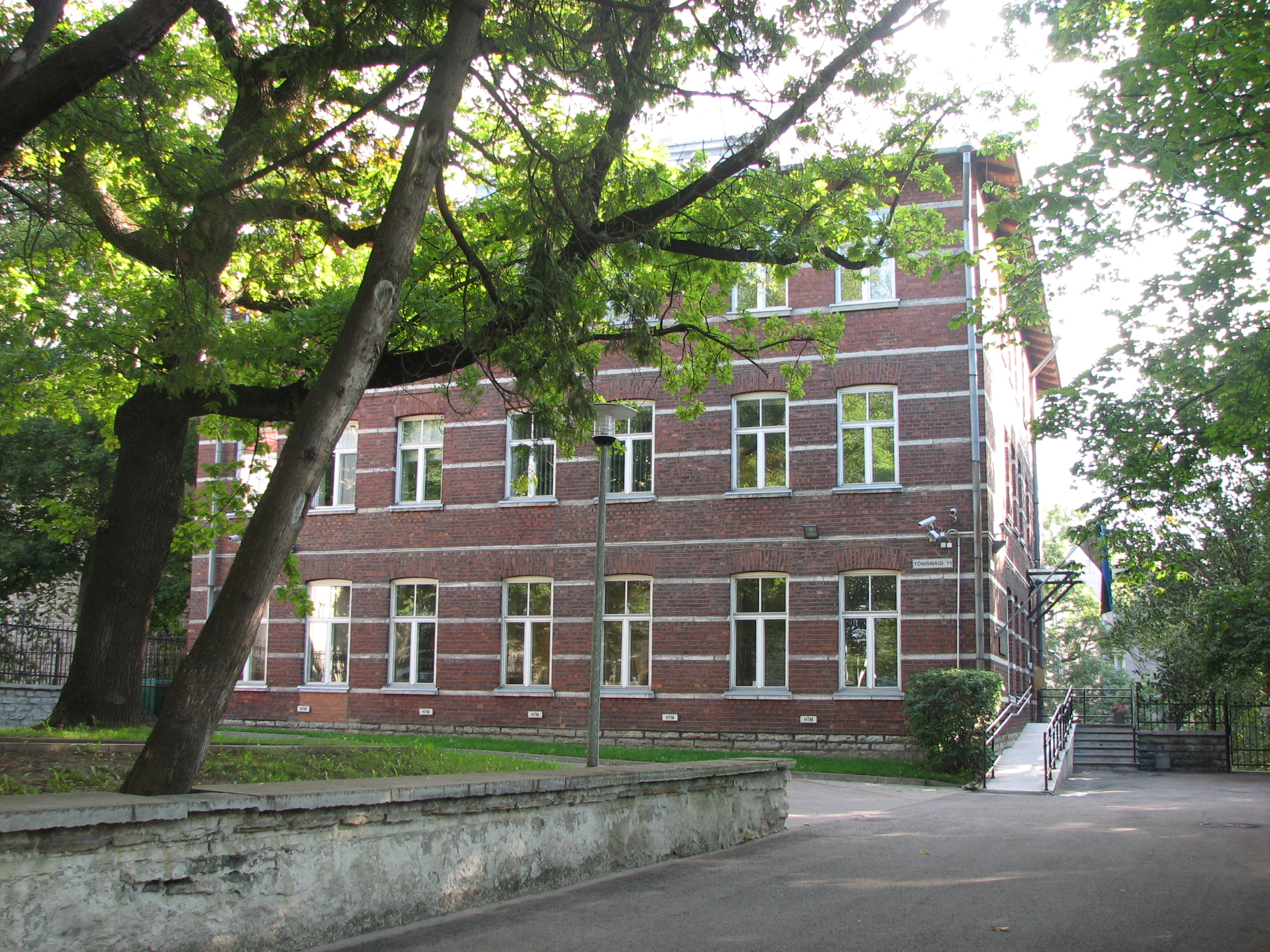
Tõnismägi 11
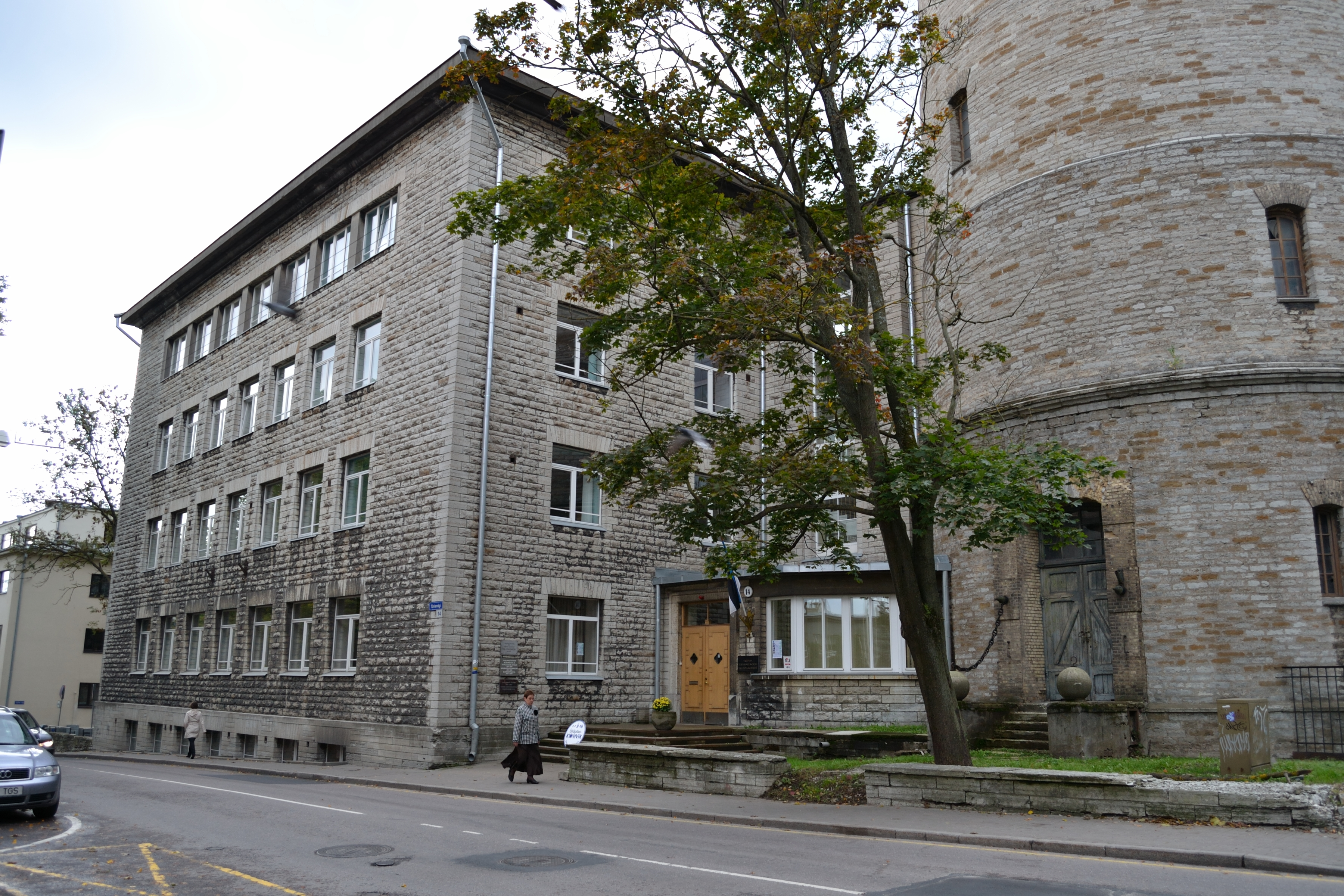
Tõnismägi 12, 14